# Lijst van vlaggen van Zwitserse gemeenten
Dit artikel bevat een lijst van vlaggen van Zwitserse gemeenten.  Elke Zwitserse gemeentevlag toont hetzelfde beeld als het gemeentewapen. Zwitserland bestaat uit 2.122 gemeenten. Vanwege het (potentieel) grote aantal, worden ze hier niet getoond. Dit lijst toont alleen vlaggen van gemeenten met meer dan 5.000 inwoners.

## Aargau

Aarau
Aarburg
Baden
Bremgarten
Brugg
Buchs
Fislisbach
Frick
Gebenstorf
Gränichen
Kaiseraugst
Küttigen
Lenzburg
Mellingen
Menziken
Möhlin
Muri
Neuenhof
Oberentfelden
Obersiggenthal
Oftringen
Reinach
Rheinfelden
Rothrist
Rupperswil
Seon
Spreitenbach
Suhr
Untersiggenthal
Villmergen
Wettingen
Windisch
Wohlen
Würenlos
Zofingen
Zurzach

## Appenzell Ausserrhoden

Herisau
Teufen

## Appenzell Innerrhoden

Appenzell
Schwende-Rüte

## Basel-Landschaft

Aesch
Allschwil
Arlesheim
Binningen
Birsfelden
Bottmingen
Ettingen
Frenkendorf
Gelterkinden
Laufen
Lausen
Liestal
Münchenstein
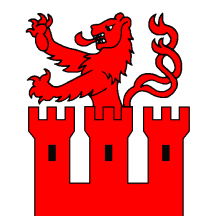
Muttenz
Oberwil
Pratteln
Reinach
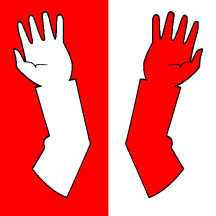
Sissach
Therwil

## Basel-Stadt

Bazel (Details)
Riehen

## Bern

Belp
Bern (Details)
Biel/Bienne
Bolligen
Burgdorf
Fraubrunnen
Frutigen
Heimberg
Herzogenbuchsee
Huttwil
Interlaken
Ittigen
Jegenstorf
Kirchberg
Köniz
Konolfingen
Langenthal
Langnau im Emmental
Lengnau
Lyss
Moutier
Münchenbuchsee
Münsingen
Muri bij Bern
Neuenegg
Nidau
Niederbipp
Ostermundigen
Saanen
Saint-Imier
Schwarzenburg
Spiez
Steffisburg
Sumiswald
Thun
Uetendorf
Unterseen
Urtenen-Schönbühl
Vechigen
Wohlen bei Bern
Worb
Zollikofen

## Fribourg

Belmont-Broye
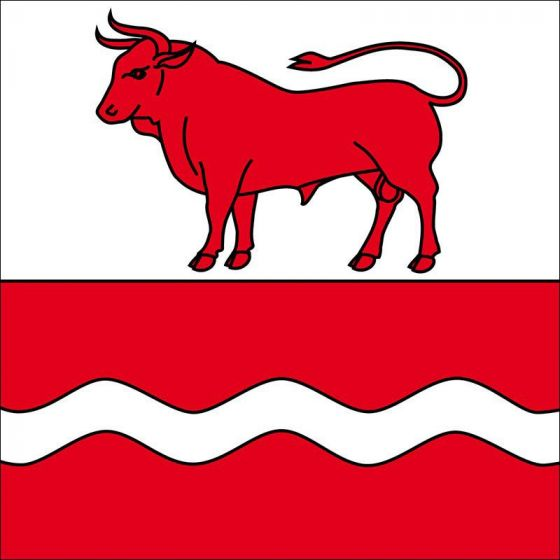
Bulle
Châtel-Saint-Denis
Courtepin
Düdingen
Estavayer
Fribourg
Gibloux
Kerzers
Marly
Murten
Romont
Tafers
Villars-sur-Glâne
Wünnewil-Flamatt

## Genève

Bernex
Carouge
Chêne-Bougeries
Chêne-Bourg
Collonge-Bellerive
Cologny
Genève (Details)
Lancy
Le Grand-Saconnex
Meyrin
Onex
Plan-les-Ouates
Thônex
Vernier
Versoix
Veyrier

## Glarus

Glarus
Glarus Nord
Glarus Süd

## Graubünden

Chur
Davos
Domat/Ems
Landquart

## Jura

Delémont
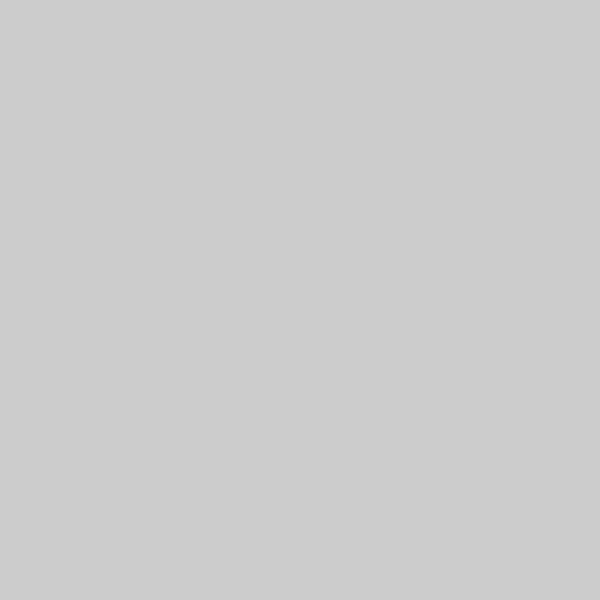
Haute-Sorne
Porrentruy

## Luzern

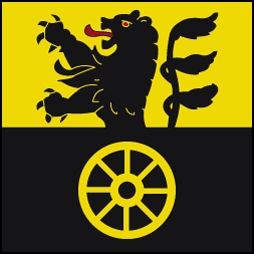
Adligenswil
Beromünster
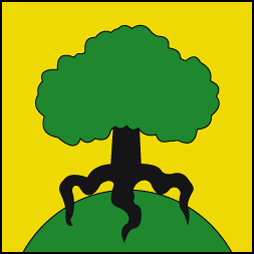
Buchrain
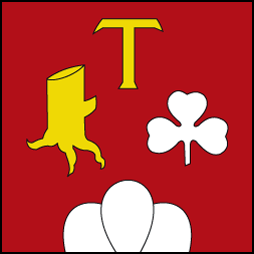
Dagmersellen
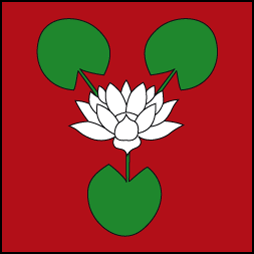
Ebikon
Emmen
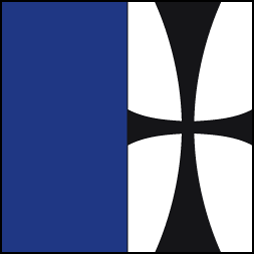
Hitzkirch
Hochdorf
Horw
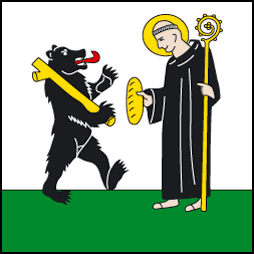
Kriens
Luzern (Details)
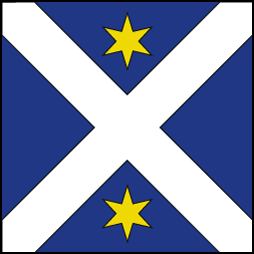
Malters
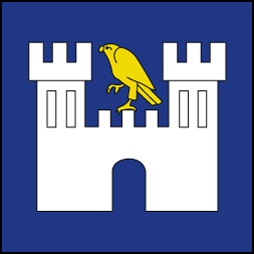
Meggen
Neuenkirch
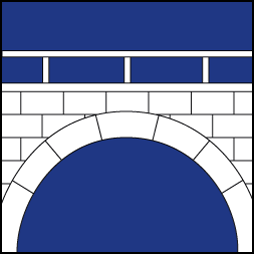
Oberkirch
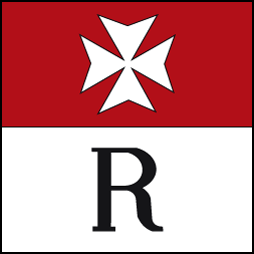
Reiden
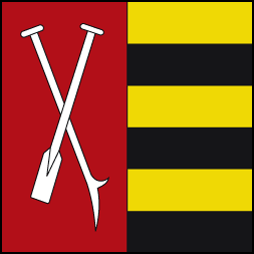
Root
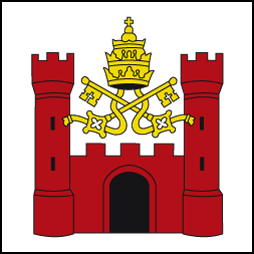
Rothenburg
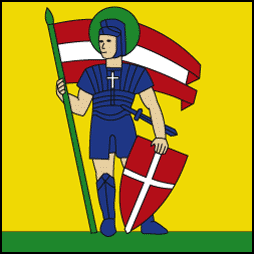
Ruswil
Sursee
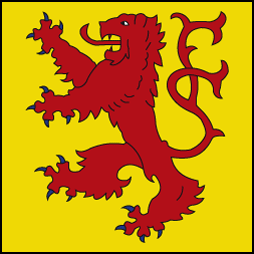
Willisau

## Neuchâtel

Boudry
La Chaux-de-Fonds
La Grande Béroche
La Tène
Le Locle
Milvignes
Neuchâtel
Val-de-Ruz
Val-de-Travers

## Nidwalden

Buochs
Ennetbürgen
Hergiswil
Stans

## Obwalden

Alpnach
Kerns
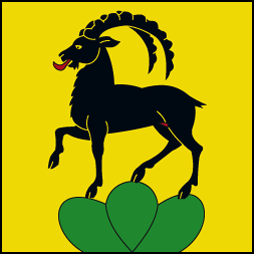
Sachseln
Sarnen

## Sankt Gallen

Altstätten
Au
Bad Ragaz
Buchs
Bütschwil-Ganterschwil
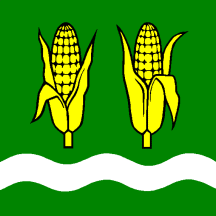
Diepoldsau
Ebnat-Kappel
Eschenbach
Flawil
Flums
Gaiserwald
Goldach
Gommiswald
Gossau
Grabs
Kaltbrunn
Kirchberg
Mels
Oberriet
Oberuzwil
Rapperswil-Jona
Rorschach
Rorschacherberg
Sankt Gallen
Sankt Margrethen
Sargans
Sennwald
Sevelen
Thal
Uznach
Uzwil
Walenstadt
Wartau
Wattwil
Widnau
Wil
Wittenbach

## Schaffhausen

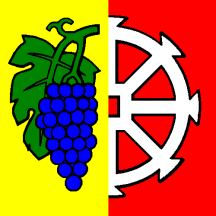
Beringen
Neuhausen am Rheinfall
Schaffhausen
Thayngen

## Schwyz

Altendorf
Arth
Einsiedeln
Feusisberg
Freienbach
Galgenen
Ingenbohl
Küssnacht
Lachen
Schübelbach
Schwyz (Details)
Wangen
Wollerau

## Solothurn

Balsthal
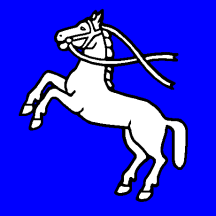
Bellach
Biberist
Derendingen
Dornach
Dulliken
Gerlafingen
Grenchen
Hägendorf
Oensingen
Olten
Schönenwerd
Solothurn (Details)
Trimbach
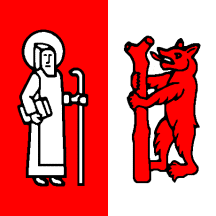
Wangen bei Olten
Zuchwil

## Thurgau

Aadorf
Amriswil
Arbon
Bischofszell
Frauenfeld
Kreuzlingen
Münchwilen
Romanshorn
Sirnach
Tägerwilen
Weinfelden

## Ticino

Arbedo-Castione
Ascona
Bellinzona
Biasca
Capriasca
Chiasso
Gambarogno
Locarno
Losone
Lugano
Massagno
Mendrisio
Minusio

## Uri

Altdorf
Schattdorf

## Vaud

Aigle
Bex
Blonay – Saint-Légier
Bourg-en-Lavaux
Bussigny-près-Lausanne
Chavannes-près-Renens
Chavornay
Crissier
Echallens
Écublens
Epalinges
Gland
Lausanne
La Tour-de-Peilz
Le Mont-sur-Lausanne
Lutry
Montreux
Morges
Moudon
Nyon
Ollon
Orbe
Oron
Payerne
Préverenges
Prilly
Pully
Renens
Rolle
Saint-Prex
Villeneuve
Vevey
Yverdon-les-Bains

## Wallis

Brig-Glis
Collombey-Muraz
Conthey
Crans-Montana
Fully
Martigny
Monthey
Naters
Nendaz
Savièse
Saxon
Sierre
Sion
Val de Bagnes
Vétroz
Visp
Zermatt

## Zug

Baar
Cham
Hünenberg
Oberägeri
Risch-Rotkreuz
Steinhausen
Unterägeri
Zug (Details)

## Zürich

Adliswil
Affoltern am Albis
Bäretswil
Bassersdorf
Birmensdorf
Bonstetten
Bubikon
Buchs
Bülach
Dielsdorf
Dietikon
Dietlikon
Dürnten
Dübendorf
Egg
Eglisau
Elgg
Embrach
Erlenbach
Fällanden
Fehraltorf
Geroldswil
Glattfelden
Gossau
Greifensee
Herrliberg
Hinwil
Hombrechtikon
Horgen
Illnau-Effretikon
Kilchberg
Kloten
Küsnacht
Langnau am Albis
Lindau
Männedorf
Maur
Meilen
Mettmenstetten
Neftenbach
Niederhasli
Nürensdorf
Oberengstringen
Oberglatt
Oberrieden
Obfelden
Opfikon
Pfäffikon
Regensdorf
Richterswil
Rümlang
Rüschlikon
Rüti
Schlieren
Schwerzenbach
Seuzach
Stäfa
Thalwil
Turbenthal
Uetikon am See
Uitikon
Urdorf
Uster
Volketswil
Wädenswil
Wald
Wallisellen
Wangen-Brüttisellen
Wettswil am Albis
Wetzikon
Wiesendangen
Winterthur
Zell
Zollikon
Zumikon
Zürich (Details)

Andorra · Armenië · België · Bosnië en Herzegovina · Brazilië · Bulgarije · Canada · Chili · Colombia · Costa Rica · Denemarken · Duitsland · El Salvador · Estland · Frankrijk · Georgië · IJsland · Indonesië · Italië · Kaapverdië · Kosovo · Kroatië · Letland · Liechtenstein · Litouwen · Luxemburg · Malta · Mexico · Montenegro · Nederland · Noord-Macedonië · Noorwegen · Oekraïne · Oostenrijk · Oost-Timor · Polen · Portugal · Roemenië · Rusland · San Marino · Servië · Slovenië · Slowakije · Spanje · Tsjechië · Venezuela · Verenigd Koninkrijk · Verenigde Staten · Wit-Rusland · Zimbabwe · Zwitserland
Historisch: België · Nederland
Zie ook: Vlaggenlijsten (per land) · Vlaggen van afhankelijke gebieden · Vlaggen van subnationale entiteiten (per land) · Lijst van vlaggen van hoofdsteden